# Stewart SF01
A Stewart SF01 egy Formula–1-es versenyautó, amelyet a Stewart Grand Prix csapat tervezett és versenyeztetett az 1997-es Formula–1 világbajnokság során. Pilótái Rubens Barrichello és Jan Magnussen voltak.

## Áttekintés
Ez volt a csapat első versenyautója a sportágban. Két pilótája a korábban a Jordan csapatánál vezető Barrichello, illetve a McLaren csapatánál 1995-ben egy versenyt már teljesítő Magnussen lettek. Az 1979-es McLaren M26 óta ez volt az első autó, amely Texaco üzemanyagot használt.
Amikor a Stewart belépett a Formula–1-be, éppen leáldozóban volt a kiscsapatoknak: csődbe ment a Forti, a Simtek és a Pacific is, a szintén újonc MasterCard Lola pedig egy verseny után távozott is. Az, hogy már első évükben relatíve jól teljesítettek egy vadonatúj autóval, jó hatással volt a sportágra is.
A pontszerzéshez szükséges tempójuk megvolt, a megbízhatatlanság azonban gondokat okozott: a versenyek háromnegyedét nem tudták befejezni. Első pontszerzésükre Monacóban került sor, méghozzá Barrichello részéről mindjárt egy második hellyel. Teljesítményük a konstruktőri kilencedik helyre volt elegendő.

## Eredmények
Félkövérrel jelölve a pole pozíció, dőlt betűvel a leggyorsabb kör.
| Év   | Csapat  | Motor           | Gumik | Pilóták            | 1   | 2   | 3   | 4   | 5   | 6   | 7   | 8   | 9   | 10  | 11  | 12  | 13  | 14  | 15  | 16  | 17  | Pontok | Helyezés |
| ---- | ------- | --------------- | ----- | ------------------ | --- | --- | --- | --- | --- | --- | --- | --- | --- | --- | --- | --- | --- | --- | --- | --- | --- | ------ | -------- |
| 1997 | Stewart | Ford JD Zetec-R | B     |                    | AUS | BRA | ARG | SMR | MON | ESP | CAN | FRA | GBR | GER | HUN | BEL | ITA | AUT | LUX | JPN | EUR | 6      | 9.       |
| 1997 | Stewart | Ford JD Zetec-R | B     | Rubens Barrichello | KI  | KI  | KI  | KI  | 2   | KI  | KI  | KI  | KI  | KI  | KI  | KI  | 13  | 14  | KI  | KI  | KI  | 6      | 9.       |
| 1997 | Stewart | Ford JD Zetec-R | B     | Jan Magnussen      | KI  | KI  | 10  | KI  | 7   | 13  | KI  | KI  | KI  | KI  | KI  | 12  | KI  | KI  | KI  | KI  | 9   | 6      | 9.       |

† - Nem fejezte be a futamot, de rangsorolták, miután teljesítette a versenytáv 90 százalékát.

## Forráshivatkozások
1. ↑  Engine Ford Cosworth • STATS F1. www.statsf1.com. (Hozzáférés: 2025. január 16.)
2. ↑  Skótkockás álmok – a Stewart Grand Prix története (magyar nyelven). Napi F1 sztori, 2024. július 7. (Hozzáférés: 2025. január 16.)